# Jacob Frederik Theodor Lindorff
Jacob Frederik Theodor Lindorff (* 19. August 1823 in Kopenhagen; † 17. Oktober 1859 auf der Nordsee vor Lindesnes) war ein dänischer Arzt.

## Leben
Jacob Frederik Theodor Lindorff war der Sohn des Bevollmächtigten Frederik Georg Lindorff und seiner Frau Louise Amalie Brummer. Von 1841 bis 1847 studierte er Medizin und Chirurgie. Ab 1848 war er als Unterschiffsarzt tätig, bevor er sich 1850 in Stege niederließ. Am 27. April 1853 heiratete er Louise Amalie Klenau (von Klenow) (1828–1872), Tochter des Majors Jørgen Christopher von Klenau (1785–1842) und seiner Frau Cathrine Jensine Kirstine Kehlet (1802–1851). Nach seinem Tod heiratete sie den norwegischen Kapitän und Ingenieur Johan Henry van Kervel Heyerdahl (1825–1903).
Im selben Jahr wurde er nach Grönland ausgesandt, wo er zum Distriktsarzt in Nuuk ernannt wurde. Er setzte sich stark für eine Verbesserung des Gesundheitssystems in Grönland ein. 1856 ließ er das erste Krankenhaus Grönlands in Nuuk errichten. Außerdem bemühte er sich darum, dass Grönländer zu Arzthelfern ausgebildet werden sollten. 1856 war er neben Inspektor Hinrich Johannes Rink, Missionar Samuel Kleinschmidt und Seminariumsleiter Carl Emil Janssen einer derjenigen, die die Einführung der Forstanderskaber durchsetzten, die den Grönländern erstmals Mitbestimmungsrechte zukommen ließen. 1859 verließ er Grönland, starb aber auf der Schiffsreise nach Dänemark vor der norwegischen Südküste im Alter von 36 Jahren an einer Milzerkrankung. Poul Johannes Josva (Pavia) Egede (1836–1862), sein einziger Lehrling, den er seinerzeiten hatte zum Arzthelfer ausbilden können, übernahm den Distrikt interim, bevor nach einem Jahr der Deutsche Christian Friedrich Wilhelm Stender als Nachfolger eingesetzt wurde, der sich um sein Amt nicht kümmerte und alles verkommen ließ, was Lindorff aufgebaut hatte.